# YMF262
YMF262は ヤマハが開発し、1991年10月からサンプル出荷が開始されたFM音源チップである。販売当時のサンプル価格は5500円。このチップはOPL3(FM Operator type-L3) という名称でも呼ばれている。
PC用サウンドボードであるSound Blaster Pro2のために開発され、PC用内蔵音源のデファクトスタンダードとして全世界的に普及した。
後の携帯電話向け音源チップのベースにもなった。

## 概要
YM3812(OPL2)の上位チップであり、機能的にはほぼOPL2を2個搭載した場合に相当する。これは、Sound Blaster ProにOPL2が2個搭載されていたのを1つにまとめるという要求から開発された経緯による。
ソフトウェア的にもOPL2×2とほぼ同等であるが、OPL2と比較して以下のような相違点がある。
CSM(複合正弦波)音声合成モードの廃止
CSM音声合成モードは音源チップのタイマー割り込みとともに使用する前提の機能であったが、OPL2を搭載していたAdLib、Sound Blasterともに割り込みラインを使用しておらず、事実上CSM音声合成モードも使用できなくなっていたため。
音声出力のステレオ化
実際には音声出力が4chあり、各ボイスごとにどのチャンネルに出力するかを設定できる。SBPro2の実装では、ch1, 2がそれぞれ左、右に割り当てられた。上位機種では、ch3, 4がDSP向け出力に割り当てられているものもある。
リズム音モードに設定した場合、リズム音は全体で5ch
OPL2×2個では両方ともリズム音モードに設定することでリズム音を10chとすることができたが、Sound Blaster Proにおいてそのような使用法はステレオ化（SBProでは2個のOPL2が左右片方ずつの定位で固定されていた）の目的でのみ使用されており、ステレオ出力となったOPL3では不要であるため。
変調波形の追加（4→8）
OPL2で新設された波形選択がさらに拡張され、合計8種類の波形をモジュレータ/キャリアのいずれでも使用することができる。
モジュレータ/キャリア間の位相の改善
OPL/OPL2では、モジュレータの位相がキャリアに比べて1サンプル分遅れて出力されていたが、OPL3では完全に同期するように修正された。これにより、直列アルゴリズムにおける変調の特性が若干変わっている。
4オペレータモードの追加
2つの2オペレータボイスを連結して4オペレータボイスとして使用できるモードが追加された。（合計で6ボイスまで）

## 発音モード
- 2オペレータ18音
- 2オペレータ15音+リズム5音
- 4オペレータ1音+2オペレータ16音
- 4オペレータ2音+2オペレータ14音
- 4オペレータ3音+2オペレータ12音
- 4オペレータ4音+2オペレータ10音
- 4オペレータ5音+2オペレータ8音
- 4オペレータ6音+2オペレータ6音
- 4オペレータ1音+2オペレータ13音+リズム5音
- 4オペレータ2音+2オペレータ11音+リズム5音
- 4オペレータ3音+2オペレータ9音+リズム5音
- 4オペレータ4音+2オペレータ7音+リズム5音
- 4オペレータ5音+2オペレータ5音+リズム5音
- 4オペレータ6音+2オペレータ3音+リズム5音

## YMF289(OPL3-L)
1994年7月からサンプル出荷が開始されたOPL3の低電圧・省電力版。出荷当時のサンプル価格は2500円。3.3V動作のほか、スリープ機能が追加された。デジタル出力のフォーマットも一般的なI2Sに改められた。

## OPL3-SAシリーズ
PC用サウンド機能を集約してワンチップ化したもの。
- YMF701(OPL3-SA) - OPL3をコアとして、Windows Sound System（WSS）相当のPCM、MPU-401互換MIDIポート、ISA PnPブリッジを内蔵。
- YMF711(OPL3-SA2) - OPL3-SAに、CD-ROMインターフェース、モデムインターフェースなどを追加。
- YMF715(OPL3-SA3) - OPL3-SA2に、3DサウンドDSPを追加。

## その他のバリエーション
- YMF297(OPN3) - OPN3-LとOPL3-Lの機能を内包したハイブリッド音源チップ。OPNモードとOPLモードは排他利用となる。NEC PC-98シリーズ向け。
- ESS ESFM - 米ESS Technologyによる互換IP。同社のPC向けサウンドLSIに互換機能として搭載された。

## 採用例
- Sound Blaster Pro2 - Creative(IBM PC用サウンドカード)
- Sound Blaster 16 - Creative(IBM PC用サウンドカード)
- Sound Blaster 16 for PC-9800 - Creative(PC-9801シリーズ用サウンドカード)
- EPSON PCシリーズ - Microsoft Windows 3.1に対応する一部機種向け。DOS環境互換のYM2203とのダブル実装。
- ミクストブックプレーヤ コペラ - YAMAHA
- 闘姫伝承 ANGEL EYES - テクモ